# Sukošan
Der Ort Sukošan ist ein kroatischer Touristenort und Hafen entlang der Bucht „Zlatna Luka“ (Goldhafen), die auch die Marina Dalmacija beherbergt, den größten Yachthafen an der Adria. Sukošan liegt 10 km südöstlich entlang der Adria-Magistrale von Zadar entfernt und befindet sich damit in unmittelbarer Nähe zu 5 Nationalparks und 2 Naturparks.
Die Gemeinde Sukošan hatte im Jahre 2011 4583 Einwohner. Die meisten davon waren katholische Kroaten. Sukošan verfügt über zahlreiche Strände und liegt direkt am Tor des Kornaten-Archipels. Die Bevölkerung des Ortes lebt vom Tourismus, der Landwirtschaft und vor allem vom Oliven-, Obst- und Weinanbau. Zur Großgemeinde Sukošan gehören die Ortschaften Debeljak, Glavica und Gorica.

## Sehenswürdigkeiten
Neben Meer und Strand gibt es in Sukošan auch einige Sehenswürdigkeiten.

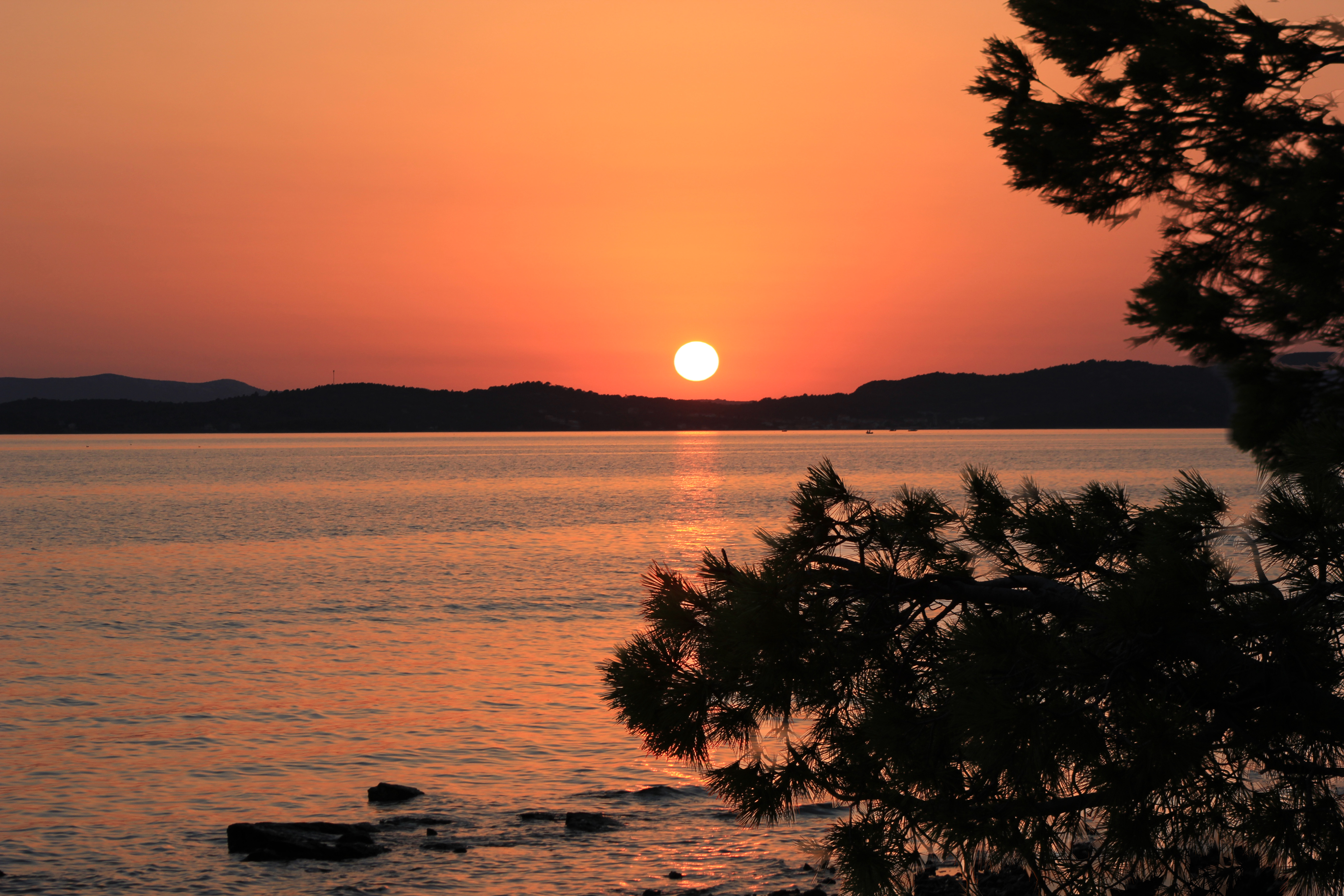
Sonnenuntergang bei Sukosan, im Hintergrund Insel Ugljan

Die Kirche der gnädigen Madonna, die sich im Zentrum der Altstadt von Sukošan befindet wurde im 17. Jahrhundert erbaut. Sie steht direkt gegenüber dem Stadttor „Gornja Vrata“, auf dem gleichnamigen Platz. Gebaut zum Zeitpunkt des Kandijskischen Krieges und der Pest wurde sie der heiligen Maria aus Dankbarkeit vor der Verschonung von der Pest gewidmet.
Besonderheit ist, dass in der Kirche Schießscharten eingebaut wurden, auf Grund derer man schließen kann, dass sie auch als Schutzraum im Bereich vor dem Stadttor diente.

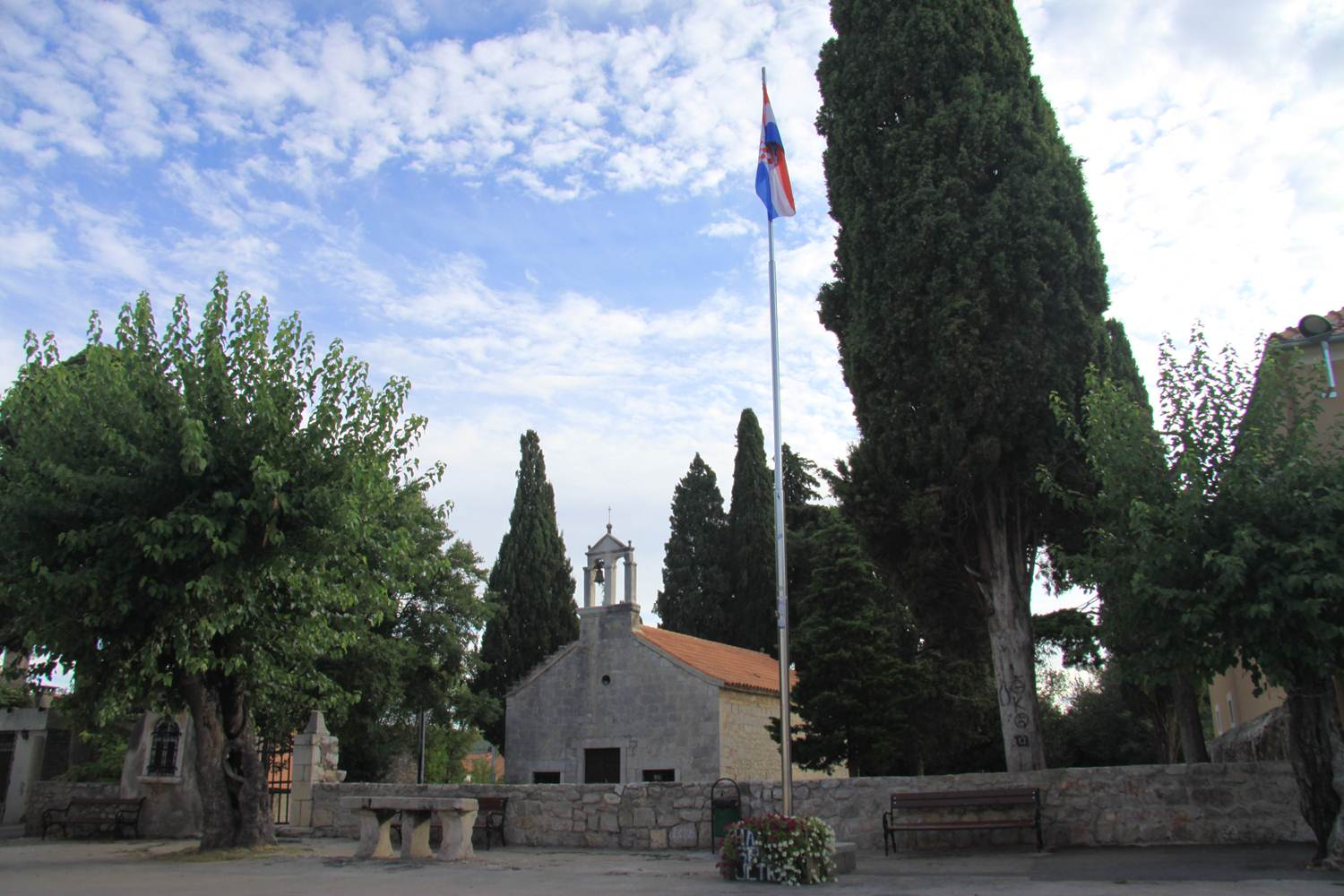
Kirche der gnädigen Madonna am Platz „Gornja Vrata“

Wahrzeichen von Sukošan ist aber die ehemalige Erzbischöfliche Sommerresidenz Palac, die am Ende des 15. Jahrhunderts mitten in der Bucht Goldener Hafen („Zlatna Luka“) auf einer künstlich aufgeschütteten Insel erbaut wurde. Sie war Ziel der Würdenträger der Stadt Zadar. Heute erinnern nur noch ein paar bescheidene Reste an die Residenz, die aber die damalige Größe erkennen lassen.

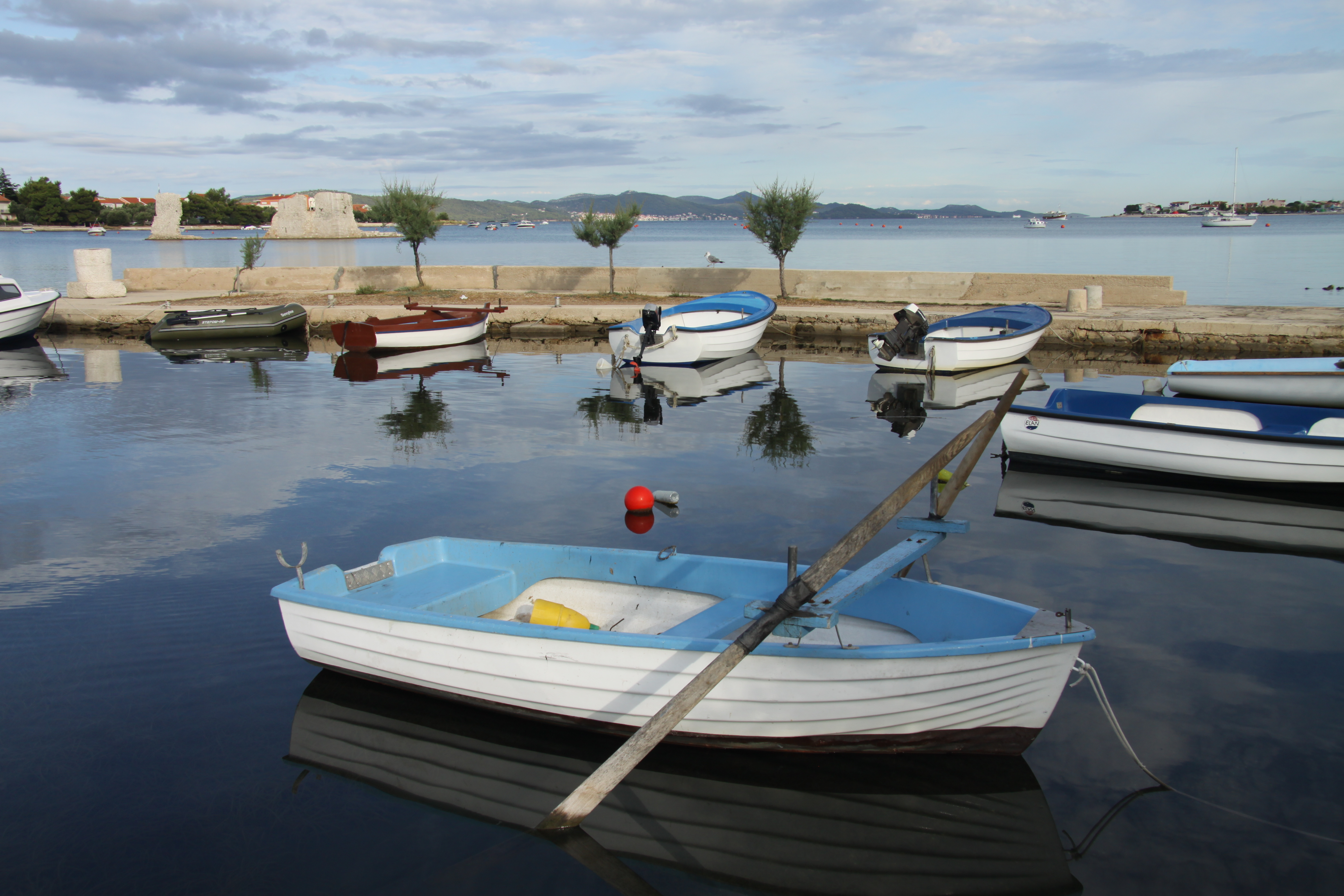
Die erzbischöfliche Sommerresidenz Palac (Hintergrund)

Stadtpatron von Sukošan ist der Heilige Kassian. Eine Gemeinsamkeit von Sukošan mit Imola (Italien), Brixen (Italien) und Mexiko-Stadt (Mexiko). Kassian war im dritten Jahrhundert nach Christus ein Lehrer in Imola, der heimlich das Christentum lehrte. Aufgeflogen, ließ ihn der römische Präfekt von Imola verhaften und auf den Hauptplatz der römischen Stadt führen, wo Kassian den heidnischen Göttern ein Opfer bringen sollte. Da er sich weigerte, wurde er zum Tode verurteilt. Die Strafe mussten seine Schüler ausführen. Sie peitschen ihn aus und erstachen ihn mit eisernen Griffeln. Entsprechende Spuren wurden bei der Öffnung seines Grabes (2004) gefunden. Papst Pius XII. proklamierte ihn zum Schutzpatron für Lehrer und Stenografen. Am 13. August, seinem Todestag findet in Sukošan eine Prozession zu Ehren des Heiligen statt. Der Ortsname von Sukošan, das im Italienischen als San Cassiano benannt wird, soll sich aus dem Namen des Heiligen Kassian ableiten lassen.

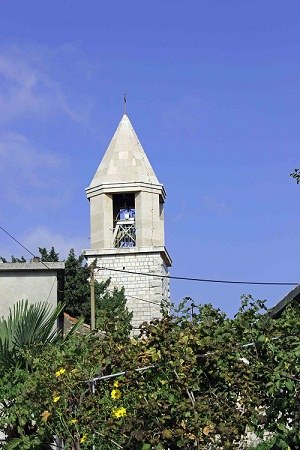
Kirche des Heiligen Kassian

## Bedeutende Nationalparks und Naturparks in unmittelbarer Nähe
Aufgrund seiner Lage ist der Ort Sukošan umgeben von 5 Nationalparks und 2 Naturparks von herausragender Bedeutung. Dies sind der Nationalpark Plitvicer Seen, der Nationalpark Kornaten, der Nationalpark Paklenica, der Nationalpark Krka und der Nationalpark Nördlicher Velebit, sowie der Naturpark Telašćica und der Naturpark Vransko jezero. Der Nationalpark Plitvicer Seen gehört zur Liste des UNESCO-Welterbes (Europa).